# 清水香 (声優)
清水 香（しみず かおり）は、日本の女性声優。主にアダルトゲームに声をあてている。

## 出演作品

### アダルトゲーム
2002年
- ANGEL・CORE（エクリシア）
- 戦国if（夏葵）
- にゃんにゃこにゃん（ミュウ）
- Floralia 〜フローラリア〜（白瀬憂）

2003年
- 永遠のアセリア（アセリア・ブルースピリット）
- 恋する妹はせつなくてお兄ちゃんを想うとすぐHしちゃうの（志木千夏）

2004年
- 憂ちゃんの新妻だいあり〜（橘憂）
- ナイトウィザード 魔法大戦 〜The Peace Plan to Save the World〜（空穂つぐみ）
- Fifth Aile（ツボミ）

2005年
- 神様のいうとおりッ くじびきAI-BIKIスクランブル（片桐カナタ）
- 思春期（神岐雪来）
- ゆりね〜おねえさまがおしえてくれた〜（関谷光琉）

## 音楽CD
| 発売日  | タイトル                         | 名義           | 楽曲               | タイアップ                           |
| 2006年  | 2006年                           | 2006年         | 2006年             | 2006年                               |
| ------- | -------------------------------- | -------------- | ------------------ | ------------------------------------ |
| 2月24日 | ザウスボーカルコレクション vol.3 | 橘憂（清水香） | 「恋をしようよ!!」 | PCゲーム『憂ちゃんの新妻だいあり〜』 |